# U-20-Fußball-Südamerikameisterschaft 1985/Kader Uruguay
Bei der U-20-Fußball-Südamerikameisterschaft 1985 in Paraguay bestand der Kader der uruguayischen U-20-Nationalmannschaft aus den nachfolgend aufgelisteten Spielern. Die Uruguayer erreichten in der finalen Gruppenphase den 4. Rang.
|         | Juan Andrés Larre |  | Bella Vista            |  |  |  |  |  |
|         | Gustavo Roverano  |  | Cerro                  |  |  |  |  |  |
|         | Gustavo Machaín   |  | Danubio                |  |  |  |  |  |
|         | Ruben Sosa        |  | Danubio                |  |  |  |  |  |
|         | Edison Suárez     |  | Danubio                |  |  |  |  |  |
|         | Mario Picún       |  | Huracán Buceo          |  |  |  |  |  |
|         | Luis María Romero |  | Huracán Buceo          |  |  |  |  |  |
|         | Ruben Beninca     |  | Nacional               |  |  |  |  |  |
|         | Ricardo Cubilla   |  | Nacional               |  |  |  |  |  |
|         | Eduardo da Silva  |  | Peñarol                |  |  |  |  |  |
|         | Coquito           |  | Peñarol                |  |  |  |  |  |
|         | Daniel Vidal      |  | Peñarol                |  |  |  |  |  |
|         | Enrique Olivera   |  | Progreso               |  |  |  |  |  |
|         | Daniel Correa     |  | River Plate Montevideo |  |  |  |  |  |
|         | Enrique Báez      |  | Montevideo Wanderers   |  |  |  |  |  |
|         | Gonzalo Díaz      |  | Montevideo Wanderers   |  |  |  |  |  |
|         | Alfonso Domínguez |  | OFI                    |  |  |  |  |  |
| Trainer |                   |  |                        |  |  |  |  |  |
|         |                   |  |                        |  |  |  |  |  |

Quelle: